# 秋園美緒
秋園 美緒（あきその みお、1973年8月14日 - ）は、歌手、舞台俳優。大阪府出身。元宝塚歌劇団星組娘役。79期生。身長162cm。愛称はそんちゃん。ジェイ・クリップ所属。祖母は元宝塚歌劇団娘役スターの紅千鶴、伯母は元宝塚の谷ちづると元宝塚の千春京子。いとこは元宝塚星組娘役スターの万理沙ひとみ。特技はバイオリンと歌。

## 来歴
1991年、79期生として宝塚音楽学校に入学。
1993年、宝塚歌劇団入団。入団時の成績は40人中6番。月組『グランドホテル／BROADWAY BOYS』で初舞台を踏み、1994年1月7日に星組に配属。
同期生には、元雪組トップスターの水夏希、元花組トップ娘役の大鳥れい、元月組組長の越乃リュウ、元雪組副組長の未来優希などがいる。
1995年4月、『国境のない地図』の新人公演にて初ヒロインに抜擢される。
1996年、すみれ賞（愛宝会が認定する入団3年目の娘役最優秀賞）を受賞する。
1997年9月、『Elegy 哀歌』にてバウホール公演初ヒロインに抜擢される。麻路さき・稔幸のトップ時代には娘役2番手として活躍した。
2000年6月、ベルリン公演メンバーに選抜され、エトワールに抜擢される。
2003年3月23日、『ガラスの風景／バビロン -浮遊する摩天楼-』の東京宝塚劇場千秋楽をもち宝塚歌劇団を退団。
退団後は、ミュージカル作品を中心に舞台女優として活動する一方、ライブ活動も行っている。

## 宝塚歌劇団時代の主な舞台出演
- 1994年6月、『若き日の唄は忘れじ／ジャンプ・オリエント!』（東京宝塚劇場）新人公演：萩（本役：羽衣蘭）
- 1995年4月、『国境のない地図』新人公演：ベロニカ・アンドレアス／ザビーネ・アンドレアスカタリーナ（本役：白城あやか）＊新人公演初ヒロイン
- 1995年9月、『剣と恋と虹と／ジュビレーション!』新人公演：カトリーヌ（本役：万里柚美）
- 1995年12月、『Action!』（シアタードラマシティ）
- 1996年11月、『エリザベート -愛と死の輪舞-』新人公演：リヒテンシュタイン伯爵夫人（本役：朋舞花）
- 1997年5月、『誠の群像 -新撰組逃亡記-／魅惑II -ネオ・エゴイスト!-』新人公演：明里（本役：朋舞花）
- 1997年9月、『Elegy 哀歌』（バウ・東京特別）イゾルデ ＊バウホール初ヒロイン
- 1997年11月、『ダル・レークの恋』新人公演：アルマ（本役：朋舞花）
- 1998年4月、『ディーン』（バウ・東京特別公演）エリザベス・テーラー ＊バウホールヒロイン
- 1998年6月、『皇帝／ヘミングウェイ・レビュー』新人公演：オクタヴィア（本役：星奈優里） ＊新人公演ヒロイン
- 1999年2月、『WEST SIDE STORY』コンスエーロ、新人公演：マリア（本役：星奈優里） ＊新人公演ヒロイン
- 1999年4月、絵麻緒ゆうディナーショー『Collage』
- 1999年8月、『夢・シェークスピア -夏の夜の夢-』（バウ・東京特別）ミリー ＊バウホールヒロイン
- 1999年10月、『我が愛は山の彼方に／グレート・センチュリー -メモリーズ&メロディーズ-』楚春、新人公演：万姫（本役：星奈優里）＊新人公演ヒロイン
- 2000年3月、『Love Insurance』（シアタードラマシティ・東京特別）プリシラ
- 2000年6月、『宝塚 雪・月・花／サンライズ・タカラヅカ』（ベルリン）
- 2000年8月、『黄金のファラオ／美麗猫 -ミラキャット-』エルディア
- 2000年10月、『花吹雪 恋吹雪』（バウ・東京特別）初音／笛 ＊バウホールヒロイン
- 2001年1月、『花の業平 -忍ぶの乱れ- ／夢は世界を翔けめぐる -THE WORLD HERITAGE 2001-』藤原多美子
- 2001年3月、『ベルサイユのばら2001 -オスカルとアンドレ編-』ロザリー
- 2001年5月、『風と共に去りぬ』（全国ツアー）ベル・ワトリング
- 2001年11月、『花の業平 -忍ぶ乱れ-／サザンクロス・レビューII』藤原多美子
- 2002年2月、『花の業平 -忍ぶ乱れ-／サザンクロス・レビューII』（中日）藤原多美子
- 2002年4月、『プラハの春／LUCKY STAR!』テレザ
- 2002年9月、『ヴィンダーガルデン -春を待ち侘ぶ冬の庭園-』（バウ・東京特別）ジョセフィン・ベーカー ＊バウホールヒロイン
- 2002年11月、『ガラスの風景／バビロン -浮遊する摩天楼-』リーザ・クレマン ＊退団公演

## 宝塚歌劇団退団後の主な出演

### 舞台
- 『エリザベート』
  - （2004年）
  - （2015年、2016年、2022年[5]） - リヒテンシュタイン 役
- 『モーツァルト!』（2005年、2008年、2010年、2014年、2018年）
- 『ダンス・オブ・ヴァンパイア』（2006年、2009年）
- 『ペテン師と詐欺師』（2006年）
- 『スウィニー・トッド』（2007年）
- 『ジキル&ハイド』（2007年）
- 『トゥーランドット』（2008年）
- 『ウーマン・イン・ホワイト』（2010年）
- 『ザ・ミュージックマン』（2010年）
- 『ホンク! ～みにくいアヒルの子～』（2010年）
- 『Migwetch』（2011年）
- 『DANCIN' CRAZY2』（2012年）
- 『エリザベート スペシャルガラコンサート』（2012年）
- 『シラノ』（2013年）
- 『エニシング・ゴーズ』（2013年）
- 『スクルージ』（2013年）
- 『ラブ・ネバー・ダイ』（2014年）
- 『ロミオ&ジュリエット』（2017年、2019年[6]、2021年[7]） - モンタギュー夫人 役
- 『レディ・ベス』（2017年）
- 『ミュージカル『黒執事』 -Tango on the Campania-』（2017年） - フランシス・ミッドフォード 役
- 『なにをシェアするハウスター』（2020年）[8]
- ミュージカル『フラッシュダンス』（2020年） - ルイーズ / ミス・ワイルド 役[9]
- ミュージカル『パレード』（2021年） - サリー・スレイトン 役[10]

### コンサート・ライブ
- 『エリザベート・ガラコンサート』（2006年）